# شهرستان پینگلی
شهرستان پینگلی (به لاتین: Pingli County) یک منطقهٔ مسکونی در چین است که در آنکانگ واقع شده‌است. شهرستان پینگلی ۲٬۶۲۷ کیلومتر مربع مساحت و ۱۹۲٬۹۵۹ نفر جمعیت دارد.